# 小泉吾郎
小泉 吾郎（こいずみ ごろう、1908年8月26日 - 1987年8月30日）は、実業家、興行師。 1950年、1951年の2年間存在した日本の女子プロ野球創設者。

## 来歴・人物
1908年、東京日本橋北槇町（現在の中央区八重洲口付近）生まれ。4・5歳から広島市東白島町（現在の中区）で育つ。小泉家は広島浅野藩に仕えた家系。東白島町は第5師団の高級将校の宏壮な邸宅がほとんどを占めていた。小泉の少年時代はカフェーと映画の全盛期で、ブルーバード映画（ユニバーサル映画のブランドの一つ）の大スターであったモンロー・ソールズベリーなども来日。広島の映画館でも縄投げやピストルの早射ちなどの実演を披露、これを見て小泉も映画に熱中したという。進学した旧制広陵中学（現・広陵高校）では野球部に所属したが下手投げの控え投手。在籍時は田部武雄、小川年安、八十川胖らを擁した広陵の黄金期でもあり公式戦の登板はなかった。自分も晴れの舞台で投げたかった、という口惜しい思いが後年、野球にのめり込ませたといわれる。この広陵と、のち満洲映画協会（満映）勤務時に関与した満洲野球で野球と興行の人脈を築いた。卒業後、広島の小新聞社・広島日日新聞に勤務。その後、神戸に出て東亜キネマ本社宣伝部に在籍。のち日活京都大将撮影所に入社した。
1926年暮、二人の兄が事業で成功していた大連に渡り、以後終戦後の1947年まで22年満州に居留した。長兄が満州全体の映画の配給権を持つ興行師だったため、経営していた大連連鎖街の映画館・常盤座支配人となる。常盤座は全満唯一の洋画専門館だった。この後興行部門にも進出。歌舞伎の中村吉右衛門一座、中村鴈治郎一座、新派の河合武雄一行や、ディック・ミネら一流歌手の興行を手掛け、徳川夢声らとも交遊を持った。特に渡満した歌手のほとんどは常盤座の舞台に出演した。またチャップリンの『街の灯』を日本内地封切りに先駆け、上海ルートで輸入し東洋最初に封切りをしたという。渡満した根岸寛一とマキノ満男に懇望され1937年発足した満州映画協会（満映）に3年間在籍。系列の満洲演芸協会の業務第一部長として俳優のスカウト等にあたる。満映退社後は、軍隊慰問の芸能人を扱う関東州興行という官製会社の宣伝部長を務め、その傍ら「大連芸術家協会」を設立するなどした。
終戦後大連に戻るが、常盤座はソ連赤軍にいち早く接収されたためダンスホールの経営等をする。このダンスホールにはジョージ川口の父・川口養之助らが出演した。また敗戦後、ラジオも聞けず娯楽から見放されていた在留日本人のため、大連に僅かに残る芸人や帰国できない役者を集め劇団「羽衣座」を結成。芝居をやらせてくれと頼んできた落語の三遊亭円生や漫才のリーガル秀才などが寄席に立ち連日満員の盛況であったという。また大連の野球人のタニマチ的存在となり山本栄一郎や津田四郎らが自宅に食客として泊り込んでいた。浜崎真二、安藤忍と共に大連実業×満州倶楽部の両有名選手を集めて「実満戦」復活を企画するなどした。大連の街を肩に風切って歩いていたといわれる。
1947年、内地へ引き揚げるが広島の実家は原爆で焼失。滋賀の妻の実家に身を寄せる。マキノ光雄が「旧満映の仲間たちを中心に近く東横映画を設立するので、ぜひ参加して欲しい」と映画界の復帰を勧めたが断り東京に出る。満州時代の仲間・荒木八郎を尋ねると荒木は銀座のダンスホール・メリーゴールドのダンサーたちを集めて女子草野球チームを結成していた。アメリカの野球事情にも精通していた小泉は「女の野球でひと儲け」と発案。メリーゴールドのダンサーと横浜女子商業のソフトボール選手を合わせて1948年7月「東京ブルーバード」を結成した。これがのちに日本初の女子プロ野球チーム「ブルーバード」の前身となる。チーム名はブルーバード映画に因んだ。球団事務所は徳川夢声が会長を務めていた新橋の漫談協会に置いた。小泉は女子プロ野球を単なるスポーツではなく、野球と芸能を組み合わせた新時代の興行と考えていた。東京ブルーバードは地方遠征に出かけ、対戦料金を取って男性草野球チームと試合をこなし人気を高めた。小泉の地元である中国地方遠征は興行的に大成功したが、荒木の地元・九州地方遠征で当地の興行師に手玉に取られる。小泉は激怒し荒木とこのチームを見捨て帰京した。
引き続き女子プロ野球存続に執念を燃やした小泉は1949年5月、スポーツ映画の製作会社を設立、またNHKラジオの職業案内で、女性たちに「女子プロ野球に来たれ!」と呼びかけ選手を一般公募。小泉は「技術優秀なブスを美人に導くよりも、美女に野球を教える方が造化の神に対して抵抗しないだけでも合理的である」という差別的信念を持っていた。このため入団テストでは野球の腕前より、独身で容姿端麗という点を重視した。こうして条件を満たした日本最初の女子プロ野球チームが結成された。小泉はこのチームにまたしても「ブルーバード」と名付けた。初代総監督には山本栄一郎を迎えた。まもなく雑誌社のロマンス社がスポンサーに付き球団名は「ロマンス・ブルーバード」となった。しかし当時の食料事情もあってチームの財政基盤は弱く、給料も満足に払えず、選手の多くは小泉の自宅に居候した。
この頃日本プロ野球が二リーグに分裂し、新規参入を希望する一流会社が続出。小泉の郷里・広島では広島商業人脈を中心に市民球団・広島カープ創設の準備が始まっていた。こうしたブームを受け女子野球も参加希望が増えるかと期待したが、実力のある選手不足で将来性を不安視され参加希望はほとんどなかった。やむなく一般公募から選抜した選手とブルーバードやメリーゴールドに所属していた選手を分配トレードする形で1950年1月、「レッドソックス」（後援・三共製薬）を結成。レッドソックスを立ち上げた関浦信一は、元・満州新聞の記者で満州映画協会時代からの付き合いであったが、新聞人らしく健全を標榜し小泉と対立する。続いて「ホーマー」（後援・ホーマー製菓）、「パールス」（後援・国際観光）の計4チームを発足させ日刊スポーツ社の後援で1950年3月28日に「日本女子野球連盟」を結成することとなった。同年4月10日、「日本女子野球連盟」初の公式戦となる日本女子野球連盟結成記念トーナメント大会が開催された。これを皮切りに各地で試合が行なわれ女子プロ野球ブームを興した。選手を映画に出演させることが出来たのは小泉の兄・小泉武雄の人脈を使ってのもの（後述）。しかし娯楽見世物色を排除し「健全なスポーツ」として女子プロ野球を存続させたい反小泉の連盟の幹部たちと、女性の特性を活かしショー的な魅力を看板に掲げる小泉との確執がはじまる。「健全なスポーツ」派が多数となった連盟に小泉は同年8月、脱退届けを叩きつけて日本の女子プロ野球は公式戦が始まって僅か5ヶ月で二つの勢力に分裂した。小泉は新たに11チームで「全日本女子野球連盟」を結成。しかし主力選手が「日本女子野球連盟」に相次ぎ移籍、情熱を失った小泉は同年秋チームを解散。「全日本女子野球連盟」もほどなく消滅し小泉はここで女子プロ野球の歴史から消えた。女性の世相風俗やスポーツ史に記念すべき1ページを記したパイオニアながら、元興行師が女子プロ野球を始めたということで、いわれのない中傷や非難を浴び続けた。関係者の多くが小泉に対して快い感情を抱いてなかったといわれる。
「日本女子野球連盟」は1952年のシーズン前にノンプロ（社会人野球）に転換。その後22年間、日本の女子ノンプロ野球として存続し1971年3月に幕を下ろした。
女子プロ野球から身を引いた小泉は、満州時代の人脈を活かしその後淡谷のり子や東海林太郎、ディック・ミネらの興行を手掛けた。次男・一人も芸能界に入り北原謙二や平尾昌晃のマネージャーを務めたという。
マキノ雅弘の自伝『マキノ雅弘自伝 映画渡世 地の巻』（平凡社、1977年）や、佐野眞一の著書『阿片王 満州の夜と霧』（新潮社）に、この小泉吾郎の二人の兄と思われる小泉友男、小泉武雄が登場する。文中、大連の館主をやっていた小泉友男とか、小泉武雄は「ロマンス・ブルーバード」という日本初の女子プロ野球チームの結成に関わったと書かれてあるので間違いないと思われる。ただ小泉吾郎の自著『わが青春と満映』の中には、二人の兄の名前は書かれていないので確定は出来ない。先の二冊によると小泉吾郎のすぐ上の兄・小泉武雄は里見甫と関係の深い人物で、当時でいう"大陸ゴロ"の旗頭であったという。「ロマンス・ブルーバード」のスポンサー・ロマンス社は、表向きはカストリ雑誌社だが、得体の知れない連中が出入りする陰謀と密売買が交錯する連絡所であったという。また、マキノ雅弘の親友でもあり、里見から撮影を依頼された『阿片戦争』のプリントを一緒に抱えて上海に行ったり、里見の成城の屋敷をマキノに売買したり、里見をマキノと一緒に匿ったりしたと書かれてある。なお、『女たちのプレーボール 幻の女子プロ野球青春物語』など、女子プロ野球の事が書かれた文献には、この小泉吾郎の兄については、まったく触れられていない。
これについて『女子プロ野球青春譜1950』の著者・谷岡雅樹が、2010年の著書『甦る!女子プロ野球』で詳しく書いている。2007年の『女子プロ野球青春譜1950』で、そのことを書かなかったのは、その時点では小泉兄弟のことを深く取材していなかったか、分かっていたが躊躇して書かなかったのかは不明であるが、小泉吾郎の三男によると、やはり小泉友男、小泉武雄は吾郎の兄。但し吾郎は五男坊の末っ子で、上の兄はみな広島生まれで、吾郎だけが東京生まれ、また顔立ちも一人だけ違うことから腹違いの兄弟でないかという。兄・武雄はマキノ光雄や水原茂の面倒を見たり、戦後身動きの取れなくなった里見甫の代わりに手足となって金を運んだりするが、弟・吾郎は、その金、つまり兄が阿片で儲けた金を当てにして、好き放題に何でも手を出した。その一つが女子プロ野球だったという。人脈も何もかもが武雄のものを借りただけで、金の一部が女子野球の創設に流れた。女子プロ野球は阿片のたまものだったのであると書いている。

## 著作
- 『わが青春と満映』（自著、舷燈社、1982年）

## 註
1. 1 2  【満州文化物語（9）】花開いた野球 熱狂の「実満戦」 都市対抗で最強だった（3/3ページ）
2. 1 2 3  【満州文化物語】（6）牧野家と小泉家 カツドウ屋が描いた夢（3/3ページ）
3. 1 2  流行の最先端をゆく街、歌や芝居に残る「連鎖街」　サザンやミフネ、格さんも (4/4ページ)
4. 1 2  【満州文化物語】（6）牧野家と小泉家 カツドウ屋が描いた夢（1/3ページ）
5. ↑  流行の最先端をゆく街、歌や芝居に残る「連鎖街」　サザンやミフネ、格さんも (3/4ページ)
6. 1 2 3 4 5  【満州文化物語】（6）牧野家と小泉家 カツドウ屋が描いた夢（2/3ページ）
7. 1 2 3  『谷岡雅樹『甦る!女子プロ野球 ヒールをスパイクに履きかえて』、141-159頁
8. ↑  『マキノ雅弘自伝 映画渡世 地の巻』、18、105頁
9. ↑  『阿片王 満州の夜と霧』44頁
10. ↑  『阿片王 満州の夜と霧』42-44頁
11. ↑  『マキノ雅弘自伝 映画渡世 地の巻』、18、19、60、105、106、118-126、183-186、211-213頁